# Puyucum Nuevo
Puyucum Nuevo är en ort i Mexiko.   Den ligger i kommunen Simojovel och delstaten Chiapas, i den sydöstra delen av landet, 700 km öster om huvudstaden Mexico City. Puyucum Nuevo ligger 429 meter över havet och antalet invånare är 144.
Terrängen runt Puyucum Nuevo är kuperad åt sydväst, men åt nordost är den bergig. Puyucum Nuevo ligger nere i en dal. Runt Puyucum Nuevo är det ganska tätbefolkat, med 96 invånare per kvadratkilometer. Närmaste större samhälle är Simojovel de Allende, 17,9 km nordväst om Puyucum Nuevo. Omgivningarna runt Puyucum Nuevo är en mosaik av jordbruksmark och naturlig växtlighet.